# Chlorocoma externa
Chlorocoma externa är en fjärilsart som beskrevs av Walker 1816. Chlorocoma externa ingår i släktet Chlorocoma och familjen mätare. Inga underarter finns listade i Catalogue of Life.